# Évelyne Leclercq
Pour les articles homonymes, voir Leclercq.
Évelyne Leclercq, née le 11 juillet 1951 à Nointel,, dans l'Oise, en Picardie, est une speakerine, animatrice de télévision et actrice française.

## Biographie

### Jeunesse et formation
Évelyne Leclercq grandit dans les Alpes-Maritimes. Après avoir obtenu le bac avec la mention « bien », elle veut devenir hôtesse de l'air. Son père refuse, mais un compromis est trouvé : elle est inscrite à Nice dans une école de secrétariat, section « hôtesse ».

### Télévision

#### Débuts à la télévision (1969-1980)
En février 1969, dans le cadre de son école d'hôtesses, Évelyne Leclercq assure une permanence au congrès de la Confédération internationale des fabricants de chaussure qui se tient à Nice, à l'hôtel Plazza ; elle est filmée par une équipe de télévision régionale venue y faire un reportage. Après la diffusion du reportage, Monsieur Donot, directeur de l'ORTF-Nice, la remarque et lui demande de venir le lendemain faire des essais ; elle est aussitôt engagée. Elle commence alors, âgée de 17 ans, une carrière à la télévision comme speakerine à Nice sur la chaîne régionale de l'ORTF ; elle est à cette date la plus jeune speakerine de France. 
Au début des années 1970, elle remplace à diverses reprises, durant l'été, ses consœurs de l'ORTF pour la présentation du programme national de la première chaine de télévision. Elle est engagée comme speakerine sur TF1 dès le premier jour de cette chaîne, le 6 janvier 1975, et y restera de la fin des années 1970 jusqu'aux années 1980.
En février-mars 1976, en direct du studio des Buttes-Chaumont à Paris, elle présente les demi-finales et la finale de la sélection nationale française pour le concours Eurovision de la chanson, puis co-anime celles de février-mars 1977, toujours au Buttes-Chaumont et accompagnée de Yves Lecoq et Patrick Sébastien.
En 1978, elle est faite chevalier de l'ordre de la Courtoisie, choisie par un jury composé notamment d'Alain Poher, Jean Nohain, le duc de Castries et Simone Veil.
Elle représente la France au jeu international des Télévisions francophones « Le Francophonissime » en 1979-1980 puis le « Francophone d'Or » en 1981.[réf. nécessaire]

#### Animatrice sur TF1 (années 1980 et 1990)
Toujours sur TF1, elle coprésente du 9 septembre 1985 au 4 juillet 1993 le jeu Tournez manège !, aux côtés de Simone Garnier, Fabienne Égal (coanimatrices principales) ainsi que Charly Oleg, Jean Amadou et José Sacré.
Durant l'été 1991, elle co-anime sur TF1 Intervilles avec Guy Lux, Denise Fabre, Simone Garnier, Patrick Roy, Philippe Risoli et Claude Savarit.
Entre 1992 et 1997, elle participe régulièrement aux émissions de première partie de soirée des Grosses Têtes diffusés sur TF1.

#### Depuis 2000
De 2009 à 2012, elle anime ponctuellement la nuit des émissions de jeu en ligne (poker ...) sur
la chaîne Cash TV.
Le 5 octobre 2012, elle réalise son retour télévisé sur la chaîne de la TNT locale IDF1 avec l'émission ID Voyance.

### Radio
À la radio, Évelyne Leclercq participe de 1986 à 1997, puis de 2010 à 2011  à l'émission Les Grosses Têtes animée par Philippe Bouvard sur la radio RTL. 
Durant la saison 1996-1997, elle co-présente l'émission Le Schmilblick avec Georges Beller sur  Nostalgie.

### Théâtre
Elle démarre sur les planches en incarnant Elvira dans Dom Juan de Molière en 1987.
Par la suite, en 1997 puis en 2009, elle part en tournée dans toute la France avec la pièce de théâtre Le Canard à l'orange. En mai 2010, elle joue à La Cigale dans le spectacle musical Monique est encore demandée caisse 12 de Raphaël Mezrahi.
De 2016 à 2020, elle fait un retour dans la pièce de théâtre Ma colocataire est une garce aux côtés de Maurice Risch. En 2020, elle joue en tournée la pièce de théâtre Les 3 Glorieuses avec Sophie Darel et Danièle Gilbert.

### Autres activités
- En 1994, elle crée un service de messagerie téléphonique : « Le fil de l'amitié » qui rencontre un grand succès et durera près de deux décennies.
- Elle a animé, durant deux étés[Lesquels ?] la tournée Ici Paris. Elle anime aussi des galas et des foires depuis de nombreuses années.
- Au début de 2012, elle lance, en association avec la société CAT Multimédia, un site de rencontres en ligne.
- Elle est la première présentatrice du show de Miss Élégance France deux années de suite en 2017 et 2018.

### Musique
Dans les années 1970-80, elle sort plusieurs 45 tours et chante notamment avec sa fille Céline, en 1978 le titre Nous l'appellerons Marie.  Sa fille Céline obtiendra un petit rôle, celui de Valentine, dans la série Premiers baisers en 1994. En 1981, Evelyne Leclercq sort un album de chansons pour enfants avec le titre Vive le mercredi. En 1988, elle enregistre une reprise de Tu veux ou tu veux pas.

## Vie privée
En octobre 1972, Évelyne Leclercq épouse Jacques Olive, animateur à Radio-Nice. Ils ont une fille, Céline, née en 1972. Elle se remarie en septembre 1983 avec Richard Rocard, rencontré en 1982. Celui-ci ouvre en 1984 un restaurant à Paris rue de Rivoli, le « Rivoli Park Tavern ».

## Engagement associatif
Évelyne Leclercq est depuis 2007 la marraine de l'association « Le lever de soleil des pit'chounes » qui a pour but d'aider des enfants atteints de maladies rares ou orphelines à obtenir des traitements et des soins, ainsi que des opérations à l'étranger quand aucune solution n'est possible en France.

## Émissions de télévision

### Animatrice
- 1970-1975 : speakerine (ORTF - FR3 Côte d'Azur)
- 1975-1989 : speakerine (TF1)
- 1976 : Concours de la chanson française pour l'Eurovision 1976 (coprésenté avec Yves Lecoq) (TF1)
- 1977 : Le Grand Concours de la chanson française 1977 (coprésenté avec Yves Le coq et Patrick Sébastien) (TF1)
- 1985-1993 : Tournez Manège (TF1)
- 1991 : Intervilles (confirmation) (TF1)
- 1992-1997 : Les Grosses Têtes (TF1) (sociétaire)
- 2009-2012 : Cash TV (Cash TV)
- 2012-2013 : ID Voyance (IDF1)

### Participations
- 1987 : Dorothée Show : participante
- 1994 : Super Nana sur TF1 : participante
- 1994 : Super Mec sur TF1 : jurée
- 1998 : Rendez vous magique au Paradis Latin sur France 3 : participation à un des spectacles
- 1999 : Le grand tralala sur France 2 : participation au lancement
- 2000 - 2002  : C'est mon choix sur France 3 : intervenante régulière
- 2004 : Zone rouge sur TF1 : candidate
- 2012 : Un dîner presque parfait sur M6 (rediffusion en 2015 sur W9) : candidate
- 2014 : L'Œuf ou la Poule ? : participante (D8)
- 2014 : Touche pas à mon poste ! : participation à une chronique de Bertrand Chameroy (D8).

## Émissions de radio
- 1992-1997 : Les Grosses Têtes (RTL) (sociétaire)
- 1996-1997 : Le Schmilblick (Nostalgie) (co-animatrice)
- 2010-2011 : Les Grosses Têtes (RTL) (sociétaire)

## Théâtre
- 1987  : Dom Juan
- 1992-1994  : Coup de foudre de Francis Joffo
- 2001 : Acapulco Madame
- 1997 et 2009  : Le Canard à l'orange
- 2009 : Monique est demandée caisse 12
- 2013 : Ma femme s'appelle Maurice
- 2015 : L'Hôtel du libre échange de Georges Feydeau, adaptée par Olivier Minne avec les animateurs de France 2.
- 2016-2020 : Ma colocataire est une garce
- 2020  : Les 3 Glorieuses de Bruno Druart et Patrick Angonin, mise en scène de Jean-Philippe Azema, avec Danièle Gilbert et Sophie Darel.

## Filmographie

### Cinéma
- 1995 : Jour de chance au bâtiment C (court-métrage)
- 2004 : Le mystère de la dame blanche
- 2009 : La guerre des miss de Patrice Leconte[réf. souhaitée]
- 2013 : Elle s'en va d'Emmanuelle Bercot : miss Champagne 1969

### Télévision
- 1976 : Commissaire Moulin : la présentatrice
- 1985 : Les copains de la Marne (téléfilm)
- 1998 : Ivre-mort pour la patrie : l'infirmière
- 2013 : Le Débarquement : la présentatrice
- 2015 : L'Hôtel du libre échange : Chervet

## Discographie

### Singles
- 1979 : Nous l'appellerons Marie, avec Céline Leclercq
- 1982 : les enfants sont comme les colombes
- 1988 : Tu veux ou tu veux pas

### Albums
- 1981 : Vive le mercredi
- 1994 : Chansons d'amour
- 1994 : C'était les Années Bleues (participation à l'album de Sophie Darel)
- 2015 : Tournez musette

## Publications
- Evelyne Leclercq, Encore un mot à vous dire, Paris, Presses de la Cité, 1984, 175 p. (ASIN B018WOGUHC).
- Evelyne Leclercq, Oui, la chance existe, Paris, Pi-m, 1990, 221 p. (ISBN 978-2-87869-000-2).
- Evelyne Leclercq, Comment vaincre sa solitude, Paris, Albin Michel, 1994, 164 p. (ISBN 2226068619).
- Evelyne Leclercq, Le Meilleur des perles des annonces matrimoniales, Paris, Michel Lafon, 1999, 144 p. (ISBN 2840987317).